# 寂しく暗い森で
『寂しく暗い森で』（さびしくくらいもりで、フランス語：Dans un bois solitaire）K.308(295b) は、ヴォルフガング・アマデウス・モーツァルトが作曲した歌曲（アリエッタ）。『鳥よ、年ごとに』と同じ時期の作品。

## 概要
前作の歌曲『鳥よ、年ごとに』K.307と同じ頃にマンハイムのフルート奏者ヨハン・バプティスト・ヴェンドリングの娘エリーザベト・アウグステ・ヴェンドリングの依頼によって1777年10月30日から1778年3月14日に作曲された作品。作品は「アリエッタ」と題されているように、普通の歌曲としては大型で、速度記号はアダージョ、プレスト、アレグロと、まるでアリアのように移動していることがうかがえる。
詞は、ウーダール・ド・ラ・モットの詩による。

## 関連作品
- 鳥よ、年ごとに K.307